# Лечебная педагогика
Лечебная педагогика (heilpaedagogik – нем., la pédagogie curative – фр.) — система профессиональной помощи, в рамках которой представители педагогики, психологии, дефектологии, медицины и других отраслей науки и практики взаимодействуют, обеспечивая подготовку и сопровождение особого человека в образовательном процессе на основе интегративного подхода и при безусловном уважении его человеческого достоинства.
Лечебная педагогика предполагает как непосредственную работу с особыми людьми разных возрастов, так и заботу об улучшении состояния всей системы образования в целом, ее способности продвигать общество в сторону оздоровления. Цель лечебной педагогики заключается в органичном развитии «особого» ребенка в рамках комплексного лечебно-педагогического процесса (В.П. Кащенко).

## История
В научный оборот термин «лечебная педагогика» был введен во второй половине XIX в. (1861) немецкими педагогами Йаном-Даниэлем Георгенсом и Генрихом Дейнхардтом. В опубликованной ими книге «Введение и обоснование общей лечебно-педагогической науки», они впервые употребили и обосновали использование данного термина.
Согласно концепции здорового воспитания Георгенса и Дейнхардта, одной медицины недостаточно. Обучением детей с нарушениями развития должна заниматься педагогика, привлекая для терапии медицинские знания.
То есть они предлагают рассматривать лечебную педагогику как систему, представляющую собой интегрированное лечебно-педагогическое знание на основе междисциплинарных связей педагогики и медицины, предусматривающую необходимость помощи детям и пересматривающую традиционные подходы к воспитанию, обучению и учению. Они перенесли центр тяжести на педагогическую составляющую и считали, что воспитание должно включать в себя не только обучение, но и формирование нравственных качеств,развитие сопереживания другим, обогащение мира чувств. Принципиальна для лечебного педагога обращенность к повседневности, ситуации в настоящий момент. Освоение ребенком новых умений и знаний важно не само по себе, а в связи с его практической деятельностью, востребованностью их в реальной жизни. В деятельности и книгах Георгенса и Дейнхардта можно увидеть важнейшие идеи современной лечебной педагогики. Современная лечебная педагогика делает акцент на уважении личности, достоинства и неприкосновенности каждого человека, независимо от возраста, степени нарушений, социального положения, опыта и т.д.
Несмотря на царившую в то время в сфере помощи особым людям чисто медицинскую практику, лечебная педагогика начала развиваться в медико-педагогическом направлении.
Меры, направленные на обеспечение достойной жизни детям с психическими нарушениями, начинали складываться в систему, в которой применение медицинских и педагогических знаний сочеталось с гуманным отношением к ребенку. Однако в те же годы шло зарождение и активное формирование таких дисциплин, как детская психология, детская психиатрия, дефектология, а лечебная педагогика отошла на второй план: ее гуманистические аспекты и нацеленность на синтез знаний не были интересны этим научным направлениям. Было видно, что в состоянии ребенка можно многое изменить, но о том, что при этом важно как-то специально к нему относиться, никто не думал. В Европейских странах в начале XX века, а несколько позже в России аналитические подходы взяли верх, что привело к разделению единого направления. Целостные подходы начали возрождаться в разных странах в 1960-70-х годах, в России в 1980-х.
В 1920-е годы в Германии Рудольф Штейнер разработал свое направление в лечебной педагогике, у нее антропософские теоретические основания и она практикуется в разных странах до сих пор.
Лечебно-педагогические подходы в нашей стране тоже появились во второй половине XIX века, устоявшийся термин относят к деятельности врача, педагога Всеволода Петровича Кащенко (1870–1943) в 30-е гг. XX века. Уже в 1909 году В.П. Кащенко выступил с докладом «Об устройстве лечебно-педагогических заведений для умственно отсталых и морально-отсталых детей», есть основания полагать, что он использовал этот термин и в предшествовавшие годы. В книге "Педагогическая коррекция" (рукопись подготовлена в 1920-30-х годах, впервые издана в 1992 году) Кащенко пишет: «лечебная педагогика – это синтез медико-терапевтических, учебно-педагогических и воспитательных приемов, имеющих целью выравнивание (коррекцию) характера и личности в целом». В.П. Кащенко и Г.Я. Трошин говорят о влиянии социальных факторов на формирование дефекта, а также о решении проблемы изменения социальных отношений путем вхождения ребенка в детское сообщество. Эта идея позднее получила широкое распространение в рамках дефектологии благодаря Льву Семеновичу Выготскому.
Со второй половины 30-х гг. прошлого века развитие лечебной педагогики в России фактически остановилось, вплоть до 80-х годов она исчезла. При этом в Германии, несмотря на ту же ситуацию с конца 30-х годов, после Второй мировой войны лечебная педагогика вернулась и активно развивалась, стала частью высшего образования. За рубежом со второй половины XX в. ее все чаще всего начинают рассматривать, как специальную педагогику в результате наметившегося изменения видения социальной ситуации и отношения к детям с особенностями, от дефективности к социальной ситуации человека.
В своих работах и в практической деятельности В.П. Кащенко последовательно проводил идею, что лечебная педагогика должна быть интегративной и должна быть направлена на развитие всех сторон личности ребенка, как целостного человека.
После возрождения лечебной педагогики в России в 1980-х годах в период конца XX – начала XXI в. продолжается ее интенсивное развитие. Растет число организаций, строящих помощь детям на основе лечебно-педагогических подходов. Понятие лечебной педагогики появляется в учебниках по общей, социальной, реабилитационной и специальной педагогике, педагогических и психологических словарях. Педагогические исследования в области лечебной педагогики ведутся в русле гуманистических, антропологических и интегративных принципов.
В начале своей деятельности В.П. Кащенко рассматривал врача как полноценного участника педагогического процесса, от которого напрямую зависит надежность и точность постановки диагноза, безошибочность выбора средств и мер, ясность и представление прогнозируемого будущего.
Практика нескольких десятилетий показала, что диагностика в лечебной педагогике подчинена последующей работе и не должна являться самоцелью. Лечебно-педагогической диагностикой можно заниматься только в том случае, если поставлена задача дальнейшей помощи. Диагностика без последующей коррекции может навредить: родители получают лишь психологическую травму, семья и ребенок подвергаются дополнительной стигматизации.
К настоящему времени лечебная педагогика вошла в практику десятков учреждений и организаций по всей стране, старейшим центром считается основанный в 1989 году Центр лечебной педагогики А.Л.Битовой в Москве, в следующие годы возник целый ряд центров лечебной педагогики, в том числе работающий с 1992 года широко известный Центр лечебной педагогики Пскова. Специалисты отказываются от медикоцентрированного подхода, представители разных дисциплин составляют равноправную команду для построения индивидуализированной помощи каждому ребенку. Лечебный педагог в такой структуре – это специалист, обладающий самостоятельной профессиональной квалификацией, но являющийся членом междисциплинарной лечебно-педагогической команды, играющий важную роль в жизни и реабилитации ребенка.

## Принципы
Современное видение лечебной педагогики выделяет следующие принципы по А.Л. Битовой и Р.П. Дименштейну :
1. Ребенок нуждается не в мероприятиях, а в регулярных занятиях. Занятия должны быть постоянными, зависящими от уровня и скорости развития ребенка;
2. Интеграция[8] – базовый принцип организации образовательного пространства
  - Адаптация в той среде, которая пока трудна для ребенка;
  - Подготовка следующей среды с учетом зоны ближайшего развития ребенка;
  - Своевременный переход из одной среды в другую: ребенок получает необходимый опыт в одной среде и ему помогают для дальнейшего развития подобрать следующую и адаптироваться в ней;
  - Представление о целом образовательном маршруте;
3. Все дети имеют право на обучение: необучаемых – не бывает;
4. Залог успешной помощи ребенку – понимание его проблем и уважение его человеческого достоинства;
5. Ребенку необходима семья;
6. Ребенок нуждается в согласованных действиях родителей и специалистов;
7. Работа "в команде" значительно эффективнее работы специалиста-одиночки;
8. Средовой подход. Опора на самостоятельную активность ребенка:
  - Излишний комфорт препятствует развитию;
  - Дозированный дискомфорт, развивающее напряжение побуждает к изменениям, к внутренним усилиям.

Итальянский врач и педагог М. Монтессори (1870– 1952) выделила три главных принципа, применимых к лечебной педагогике.
1. Опора на индивидуальные особенности ребенка
2. Обеспечение свободы развития;
3. Широкое применение сенсорного и физического воспитания для интеллектуального развития ребенка.

Введенное Кащенко понятие поддерживало следующие принципы лечебной педагогики:
1. При определенной готовности любой человек может изменить свое поведение, свой характер, свою личность;
2. Для реабилитации или лечения необходимы комплексные меры, такие как социальные, педагогические, психоневрологические, физическое оздоровление.

Построение лечебной педагогики в ее современном виде было бы невозможно без активного участия и значительного влияния замечательного профессионала, нейропсихолога Антонины Андреевны Цыганок. Именно она в большой степени обеспечила непосредственный контакт с современными научными исследованиями и знаниями, без чего традиционные подходы, практический опыт, наработки предыдущих десятилетий оставались бы закрытой, не развивающейся сферой. Деятельное участие А.А.Цыганок дало возможность соединить лечебнопедагогическую практику и психологическую науку в эффективную систему помощи.

## Другие определения и концепция
Обращение к трудам ученых, занимающихся сравнительно-историческим анализом зарубежных исследований, показывает, что ранее в толковании понятия «лечебная педагогика» выделялось три подхода:
1. Педагогический – предусматривал оказание помощи в нравственном воспитании детей с учетом их психологических особенностей[10].
2. Медицинский – это сопровождение детей, которое преимущественно сводится к лечению, а также попыткам коррекции медицинскими средствами[11].
3. Духовный – лечебная педагогика прежде всего заботится о душе ребенка и приобщении его к Богу[12].

При этом отметим, что духовные основы лечебной педагогики сохранились у последователей Р. Штейнера и на современном этапе ее развития. В частности, в понимании К. Кенига, лечебная педагогика – это «импульс, который направлен на то, чтобы вернуть человеку подобие Божие, которое он потерял в силу обстоятельств, внутренней нужды или заблуждения».
Некоторые лечебные педагоги считают, что у нее очень широкая сфера применения, включающая «пограничные» случаи. Другие практически отождествляют ее с обычной коррекционной педагогикой. Часть лечебных педагогов считают, что про нее имеет смысл говорить только в связи с детьми с нарушениями интеллектуального развития, отягощенными множественными расстройствами.
Швейцарский ученый, педагог Хенрик Хансельманн (1885–1960), в книге «Введение в лечебную педагогику» говорил, что: «Лечебная педагогика – это учение об обучении, воспитании и уходе за такими детьми, чье психофизическое развитие заторможено вследствие индивидуальных и социальных факторов», и он же автор другого определения: «Лечебная педагогика и спецвоспитание – это синонимичные понятия, а лечебная педагогика – учение, в котором важна роль понимания научно-ориентированных причин и следственных проявлений, нравственно-духовно-физических состояний и поведения трудновоспитуемых детей и подростков, их обучения, воспитания и заботы о них».
Известный специалист в области лечебной педагогики, врач и педагог А.А. Дубровский, опираясь на гуманистические идеи педагогов и общественных деятелей середины XIX в., а также на труды Ш.А. Амонашвили, Л.С. Выготского, Н.К. Крупской, А.С. Макаренко, В.А. Сухомлинского, считает, что лечебную педагогику следует рассматривать как интегрированную отрасль педагогики, исследующую межнаучные теоретические обоснования медицинских и психолого-педагогических воздействий, направленных на воспитание у человека этических норм и высоких духовных ценностей.
При этом у Дубровского субъектами деятельности лечебной педагогики становятся не только дети с ограниченными возможностями здоровья, но и дети с синдромами педагогического процесса (выгорание и запущенность), хронически больные, дети с аллергическими заболеваниями органов дыхания, органов пищеварения и кожи, хворающие и недомогающие школьники.
С.А. Козлова, Т.А. Куликова рассматривают лечебную педагогику как интегрированную медико-педагогическую науку, направленную на исследование теоретического и содержательно-методического обеспечения лечения и обучения учащихся в щадящем режиме.
Е.М. Мастюкова определяет лечебную педагогику как систему лечебно-педагогических мероприятий, основная цель которых заключается в предупреждении, лечении и коррекции различных отклонений и нарушений нервно-психического и соматического характера.
Н.Ф. Маслова и Ю.В. Василькова рассматривают лечебную педагогику, как самостоятельную отрасль социальной педагогики, направленную на решение задач воспитания детей с проблемами в состоянии здоровья, связанными с социальными или экологическими неблагополучиями условий жизнедеятельности.
В.С. Безрукова первичной задачей лечебной педагогики ставит особенности реорганизации как педагогического процесса, так и среды с целью усиления их влияния на оздоровление детей с различными заболеваниями. Она считает, что, с одной стороны, лечебная педагогика способствует социализации больных детей, с другой – профессиональной реабилитации взрослых.
Ряд авторов рассматривает лечебную педагогику как рекреационную, восстановительную деятельность, направленную на оздоровление и поддержание физического состояния маломобильных студентов с нарушениями опорно-двигательного аппарата с психосоматическими заболеваниями.
Есть и точки зрения, сокращающие количество принципов лечебной педагогики, например, С.С. Степанов и В.П. Дудьев сводят задачи лечебной педагогики к разработке средств и методов исправления физических и психических дефектов, причем В.П. Дудьев ограничивает роль лечебной педагогики рамками лечебных учреждений, таким образом не рассматривая непрерывную работу как принцип лечебной педагогики.
Исследователи Тюменской научной школы В.К. Волкова, Н.А. Голиков, Н.В. Голубева рассматривают лечебную педагогику как технологический комплекс, который представляет собой систему образовательной и лечебно-оздоровительной деятельности, направленной на комплексную социально-педагогическую и медицинскую реабилитацию детей в зависимости от состояния их здоровья. По мнению Н.В. Голубевой, лечебная педагогика – это направление комплексной реабилитационной медико-социально-педагогической деятельности, которое интегрирует технологии воспитания, обучения и лечения.